# Железобетонное судостроение
Железобетонное судостроение — одно из направлений в развитии кораблестроения, которое занимается использованием бетона и железобетона в качестве основного материала для производства корпусов морских и речных плавсредств различного назначения.

## История

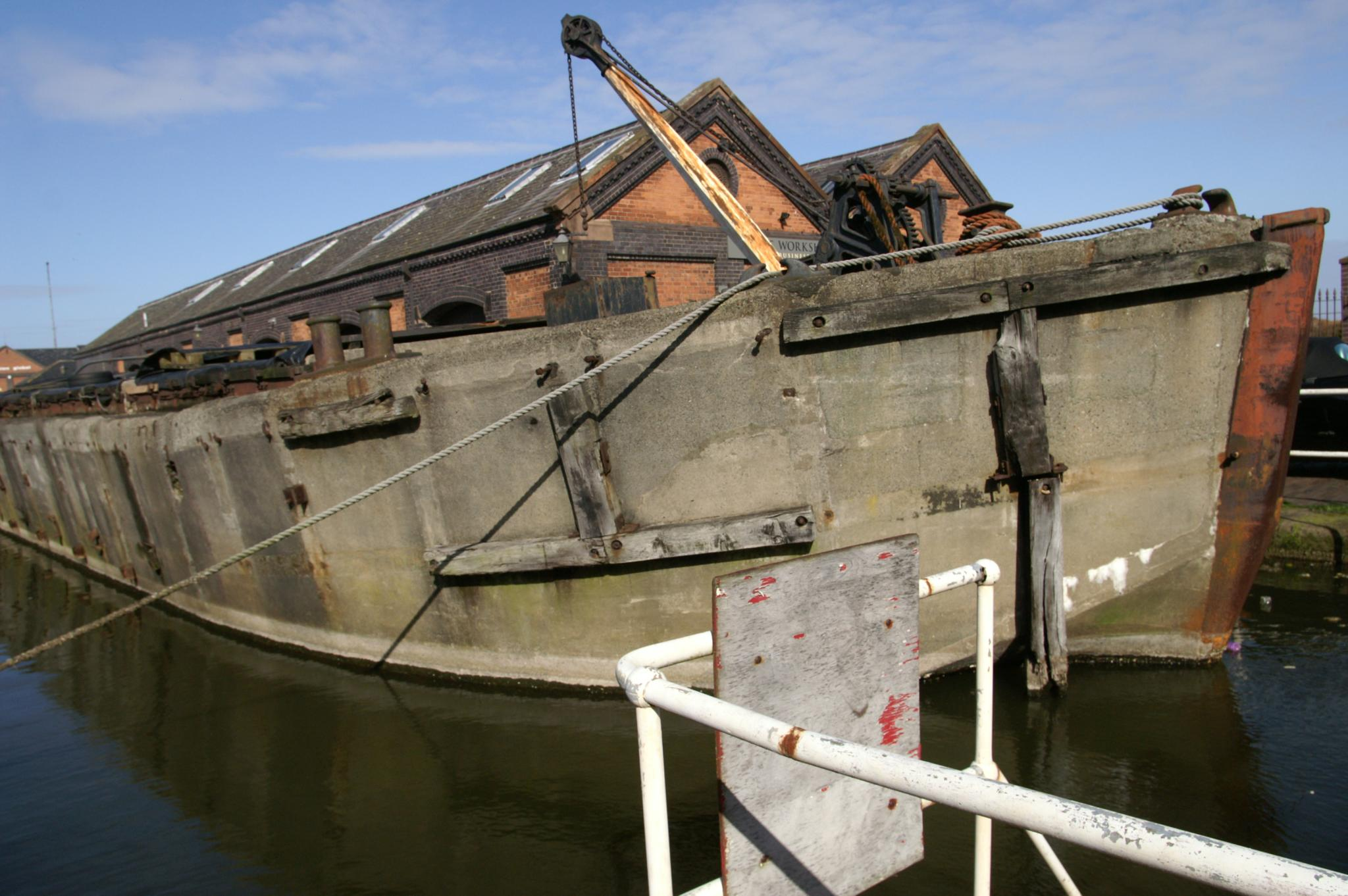
Железобетонная баржа в музее на канале Эри, штат Нью-Йорк, США

До 1915 года строительство железобетонных судов единичными экземплярами шло во всех странах, включая Турцию и Китай. В 1915 году обострился дефицит тоннажа действующего флота и одновременно возникла нехватка промышленных запасов стали, что заставило все развитые страны заняться использованием железобетона для постройки кораблей и судов. До 1919 года эти работы велись в США, Великобритании, Италии, Германии, Франции, Норвегии, Швеции, Дании и Нидерландах, за это время было построено не менее 1000 железобетонных судов (морских буксиров, самоходных паромов, моторных баркасов, барж и т. п.) общим тоннажем более 600 тысяч тонн. С окончанием Первой мировой войны интенсивное строительство плавсредств из железобетона за рубежом сошло на нет. В СССР же оно начало интенсивно развиваться после Октябрьской революции, а к тридцатым годам на бывшей Рыбинской верфи уже выпускались серии бетонных судов для задач внутреннего плавания. В 1946—1948 годах массовое строительство бетонных плавсредств было развёрнуто на Батуринской, Городецкой, Костромской, Сокольской, Свирской и Шатилковской речных верфях.
В послевоенное время в Западной Германии для экономии стали было построено и спущено на воду пятьдесят 300-тонных сухогрузов для судоходства в Северном море, на Балтике и вдоль Норвежского побережья. Корпус таких сухогрузов продемонстрировал высокую устойчивость к динамическим нагрузкам во время испытаний (было подорвано 100 кг динамита, установленного под водой на глубине 10 м вплотную к корпусу судна).

## Судостроительный бетон и железобетон

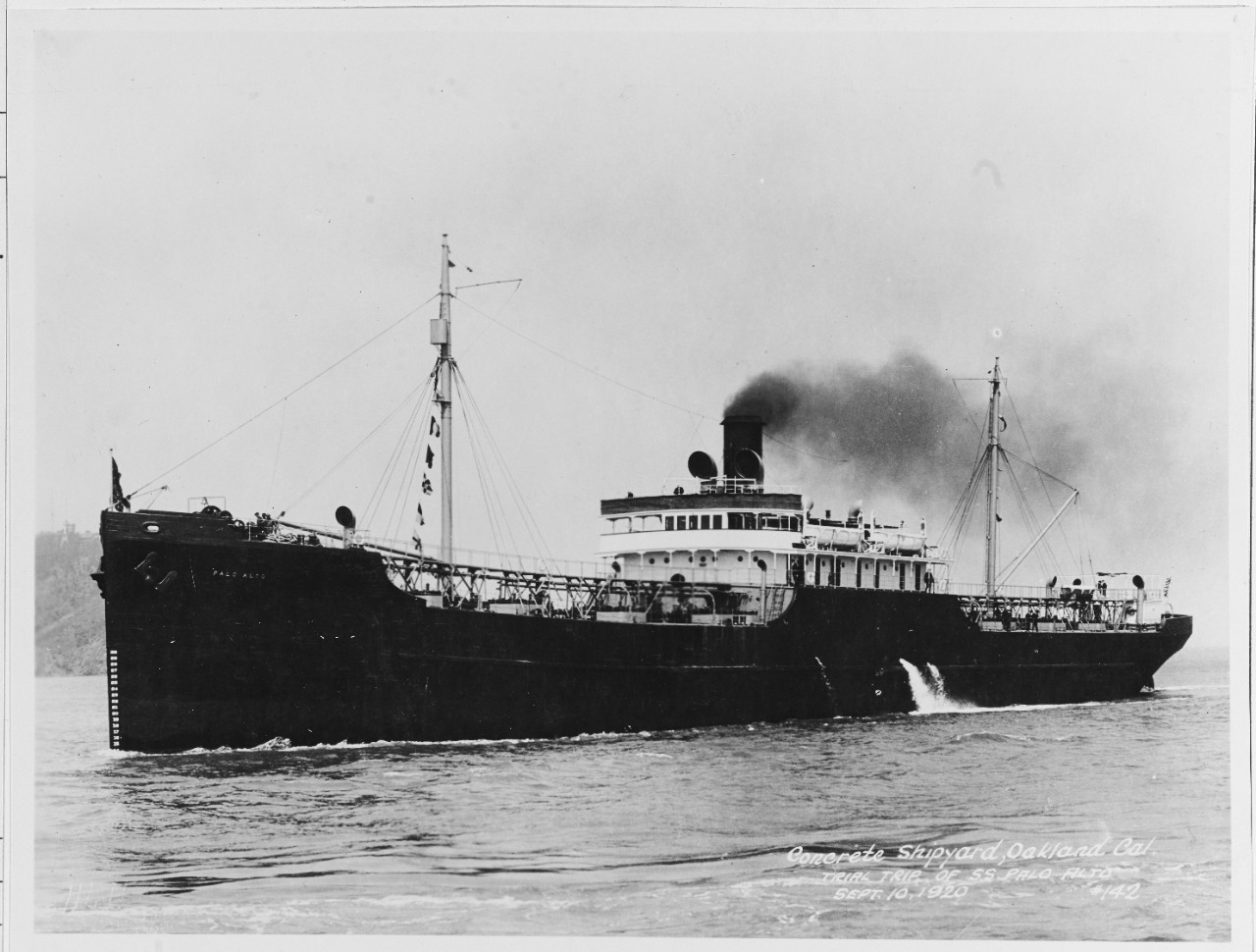
Американский железобетонный нефтеналивной пароход «Пало-Альто» (Калифорния, 1920 год)

Возведение плавучих сооружений из железобетона (доков, дебаркадеров) обладает более высокой экономической эффективностью по сравнению с постройкой аналогичных металлических конструкций из-за низкой стоимости бетонных строительных элементов, их повышенной долговечности и упрощённой технологии постройки.
Основными свойствами такого бетона являются статическая и динамическая прочность, непроницаемость для жидкой фазы, устойчивость к воздействию морской и пресной воды, тузлука, нефтепродуктов и т. п. Как правило, бетонные смеси для кораблестроения получают смешиванием цемента, воды и специальных заполнителей, в качестве которых выступают гравий, щебень, керамзит, природный кварцевый песок, искусственный песок (дроблёные плотные горные породы). При замене заполнителя на стальную арматуру в виде объёмных и плоских каркасов, проволоки, стержней, проволочных пучков и пакетов, сварных сеток возникает новый материал — железобетон. Повышение его прочности можно осуществить механическим или электротермическим напряжением арматуры.